# 人工膀胱
人工膀胱（じんこうぼうこう、ウロストミー、Urostomy）とは、負傷や膀胱癌の治療のために膀胱を摘出した際に、膀胱に代わって作られる代用膀胱。主要な種類には回腸導管、尿管皮膚瘻、蓄尿型人工膀胱、自排尿型人工膀胱の4種類が存在する。ストーマ（腹部の開口部）を保有する人工膀胱保有者（あるいは人工肛門保有者）をオストメイトと呼ぶ。 

## 種類
回腸導管
末端付近の回腸を15 - 20センチメートル切り取り口側を閉鎖、両側尿管をそれぞれ吻合。反対側（肛門側）をストーマとして腹部に開口する。排泄は、腹部の開口部ストーマ（Stoma）から行う事になる。
回腸を尿路に使用するので、尿路の狭窄が発生することが少ない利点がある。
尿は垂れ流しになってしまうので、ストーマから出る尿を溜めるストーマ用装具を使用する。通常専用の袋（パウチ）を下腹部に貼付して膀胱の機能をこれで補う。ある程度の尿が溜まった時点でコックを開け排泄する。外出時や就寝時など頻繁に排泄出来ない時は、大量の尿を蓄積できるレッグバッグや尿バッグなどの蓄尿袋を、パウチに導尿チューブを介して接続して使用すれば、日常生活に大きな支障はない。
尿管皮膚瘻
単に尿管断端をそのまま腹部皮膚面に出し、ストーマとする。手術時間が少なくて済むので、手術時の患者の負担は少ないが、尿路の狭窄を防ぐため、尿路にカテーテルを留置しなければならないことがある。
回腸導管の場合と同様、排泄した尿を一時的に蓄積するストーマパウチを貼り付けて膀胱の機能を代用する。外出時や就眠時など、大量の尿を蓄積する必要がある場合には、レッグバッグや尿バッグなどの蓄尿袋をパウチに導尿チューブを介して接続して使用する。
ストーマは2本の尿管を腹部皮膚面の近接した位置に出して1つのストーマとする場合と、腹部の両サイドに1カ所ずつ出して2つのストーマにする場合がある。最近はストーマ管理の容易さを考慮して１つのストーマとすることが多い。
蓄尿型人工膀胱
回腸末端や結腸の一部を使って、体内に袋状の物を作成し尿管を吻合。膀胱の機能をこれで補う。排泄は、腹部のストーマ（Stoma）からカテーテルにより行う事になる。
最近は行われる症例が減少している。
自排尿型人工膀胱
新膀胱とも言われる。終端付近の回腸（約60センチ）などを用いて、体内に袋状の物を造成し尿管を吻合して新膀胱を造成し尿道より排泄する。排泄は腹圧もしくは手による加圧により、尿道より行われる。尿意はなく、手術後に失禁が頻発することがある。自排尿型人工膀胱保有者はストーマ(腹壁に開けた穴）が存在しないため、一般にはオストメイトとして扱われない。
尿道が温存可能な症例にのみ実施される。
そのほかに腎瘻（背中から腎臓にカテーテルを挿し込み尿を出す）や、膀胱瘻(腹から膀胱へカテーテルを挿しこみ尿を出す）などもある。

## 人工膀胱保有者への社会福祉制度
障害者手帳や障害年金がある。そのほか医療費控除や障害者控除などもある。